# Un cadavere in fuga

Un pescatore nei guai - Louis de Funès in scena

Un cadavere in fuga (Dans l'eau... qui fait des bulles! o Le Garde-champêtre mène l'enquête) è un film del 1961 diretto da Maurice Delbez.

## Trama
Carambola intorno al cadavere di Jean-Louis Preminger, che un pescatore, Paul Ernzer, ha pescato dalle acque di un lago svizzero. Il corpo, passato per varie mani, verrà sballottato da un trafficante, ad un gangster, ad un vagabondo, un becchino, un vecchio cowboy, un giovane e un'elegante bellezza, un brillante "rubacuori". Ognuno ha un movente per averlo ucciso, ma qual è la vera identità del cadavere? Il commissario Guillaume ha delle perplessità.